# Domänkontrollant
En domänkontrollant är en server i en Windowsdomän som tillhandahåller bland annat katalogtjänst (Active Directory), autentisering med Kerberos och namnuppslagning med WINS och DNS.